# Alon Stein
Alon Stein (in ebraico אלון שטיין‎?; Hadera, 4 gennaio 1978) è un ex cestista e allenatore di pallacanestro israeliano.

## Palmarès

### Giocatore
- Campionato svizzero: 1

Lugano Tigers: 2009-10
- Campionato israeliano: 1

Maccabi Tel Aviv: 2011-12
- Coppa di Israele: 1

Maccabi Tel Aviv: 2011-12
- Coppa di Lega israeliana: 1

Maccabi Tel Aviv: 2011